# Найда Сергій Анатолійович
Сергій Анатолійович Найда (народився 14 липня 1969 року в Києві) – український науковець, фахівець у сфері електроакустики та звукотехніки, доктор технічних наук (2010), професор (2013). Лауреат Державної премії України в галузі науки і техніки (2018). 

## Життєпис
Закінчив Київський політехнічний інститут у 1992 році та з того часу працює в цьому закладі (нині — Національний технічний університет України «Київський політехнічний інститут імені Ігоря Сікорського»)
З 2020 року очолює кафедру акустичних і мультимедійних електронних систем.
З 2024 року декан факультету електроніки.

## Наукові інтереси
Його наукові інтереси включають розробку методів проєктування та розрахунку сучасних медичних електроакустичних приладів для діагностики та лікування, а також теорію і проєктування широкосмугових електроакустичних систем для медичних пристроїв.

## Відзнаки
- Лауреат Державної премії України в галузі науки і техніки (2018).

## Окремі праці
1. Формула середнього вуха людини в нормі. Відбивання звуку від барабанної перетинки // Акустичний вісник. 2002. № 3;
2. Модель звʼязаних контурів у теорії нових широкосмугових електроакустичних приладів для медицини, і в теорії слуху // Наукові вісті НТУУ «КПІ». 2004. № 1;
3. Психоакустика: Навч. посіб. К., 2017; Метод універсального аудіологічного скринінгу новонароджених // Електроніка та звʼязок. 2017. Т. 22, № 2 (співавт.);
4. Медичні та біоакустичні прилади і системи: Підруч. К., 2017 (співавт.);
5. Фізична акустика. Медичні пасивні акустичні системи нового покоління: Навч. посіб. К., 2018 (співавт.);
6. Акустичне поле ультразвукового приладу для диференційної діагностики слуху людини // Мікросистеми, електроніка та акустика. 2022. Т. 27, № 2 (співавт.).